# Pietro Franzoso
Pietro Franzoso (Lizzano, 9 giugno 1950 – Bari, 4 novembre 2011) è stato un politico italiano.

## Biografia
Diplomato ragioniere, ha cominciato l'attività politica nel suo paese, Torricella, prima come consigliere comunale e in seguito eletto Sindaco.
Democristiano, poi segretario provinciale del PdL, ha compiuto tutta la trafila istituzionale: consigliere provinciale di Taranto, consigliere e assessore regionale ai Trasporti della Puglia (dal 2000 al 2005, nella giunta guidata da Raffaele Fitto), infine deputato nella XV e XVI Legislatura prima nelle file di Forza Italia e quindi nel Popolo della Libertà. Dal 2009 al 2011 ha fatto parte in qualità di segretario della Commissione parlamentare di inchiesta sulle attività illecite connesse al ciclo dei rifiuti presieduta da Gaetano Pecorella.
Nel 2004 era stato arrestato, in seguito a un provvedimento della Procura Antimafia di Lecce la quale lo aveva accusato di aver agevolato la malavita organizzata in cambio di favori elettorali. Rilasciato dopo cinque giorni di carcere, nel 2007 è stato assolto dal tribunale di Taranto. Le intercettazioni telefoniche e ambientali sulle quali si fondavano le accuse, sono state ritenute inutilizzabili per un vizio procedurale.
Nel 2008 fu al centro di una accesa polemica con gli ambientalisti tarantini a causa delle sue critiche agli studi dell'ARPA Puglia sulle emissioni dell'Ilva di Taranto. È considerato uno dei protagonisti dell'inchiesta sull'Ilva di Taranto.
Il 6 settembre 2011 è stato travolto dal cancello scorrevole all'ingresso dell'azienda metalmeccanica della moglie, riportando un trauma da schiacciamento al torace e finendo in coma. È morto in seguito alle complicanze dovute all'incidente il 4 novembre 2011 presso l'ospedale San Paolo di Bari. Alla Camera gli subentra come deputato Luca D'Alessandro.
La moglie è proprietaria dell'azienda metalmeccanica IRIS Srl, con sede legale a Torricella. Il fratello,  Michele Franzoso,è stato anch'egli sindaco e assessore del comune di Torricella, poi consigliere provinciale di  Taranto.